# ギュスターヴ・クールベ
ギュスターヴ・クールベ（クルベ） (フランス語: Gustave Courbet, 1819年6月10日 - 1877年12月31日) は、フランスの写実主義の画家。

## 生涯
- 1819年、スイス国境に近いフランシュ・コンテ地方の山の中の村、オルナンに、裕福な地主の子として生まれる[2]。
- 1831年、オルナンのカトリック系中学校に入学し、そこで基本的なデッサンを学ぶ。
- 1837年、王立の高等学校に入学する。そのかたわら画家フランジューロのもとで学ぶ。
- 1840年、21歳の時にパリへ出てソルボンヌ大学法学部に入学するが、本人を法律家にさせたかった父親の意図に反し、彼自身は画家を目指してアカデミー・シュイスに通い、ルーヴル美術館で巨匠たちの作品を模写した。
- 1844年、『黒い犬を連れた自画像』がサロンに入選しているが、これは当時の画家としては非常に遅いデビューである。
- 1845年から1846年、『ギタレロ』、『革のバンドをした男』がサロンに入選。
- 1849年、『オルナンの食休み』がドミニク・アングル、ドラクロワの二人に評価され、それがもとで国家が買い上げることになり、リール市立美術館に所蔵された。
- 1851年、『オルナンの埋葬』を出品するが、批判をうける。
- 1853年、サロンで批判をうけた『浴女たち』、『眠る糸紡ぎ女』が美術愛好家のアルフレッド・ブリュイヤスに購入される。以後、彼はクールベの後援者となる。
- 1855年、パリにおいて世界で2番目の万国博覧会が開催された。クールベは、この万国博覧会に大作『画家のアトリエ』と『オルナンの埋葬』を出品しようとする。しかし他の作品は審査を通過したにもかかわらず、これらの大作は落選してしまった。そこでクールベは後援者ブリュイアスに資金を仰ぎ、博覧会場のすぐ近くに小屋を建て、「ギュスターヴ・クールベ作品展。入場料1フラン」という看板を立て、1855年6月28日から公開した。当時、画家が自分の作品だけを並べた「個展」を開催する習慣はなく、このクールベの作品展は、世界初の「個展」だと言われている[3]。また、この個展の目録に記されたクールベの文章[4]は、後に「レアリスム宣言」と呼ばれることになる。「レアリスム宣言」において、クールベは「自分は生きた芸術をつくりたいのだ」と言っている。
- 1858年、ドイツに数カ月滞在し、『フランクフルトの夫人』などを制作する。
- 1870年、パリ・コミューン（コミューン美術委員会議長になっていた）に参加し、反乱に加担し、ヴァンドーム広場の円柱破壊事件の責任を問われて逮捕され、莫大な費用の支払いを命じられる。
- 1873年、スイスに亡命する。
- 1877年、亡命先で失意のうちに58歳の生涯を閉じた。なお、オルナンの生家は現在クールベ美術館になっている。

## 代表作
- 『オルナンの埋葬』（1849年）（オルセー美術館）
- 『画家のアトリエ』（1855年）（オルセー美術館）
- 『世界の起源』（1868年）（オルセー美術館）
- 『白いストッキングを持つ女性（白い靴下）』（1861年）
- 『出会い（こんにちは、クールベさん）』（1854年）（モンペリエ、ファーブル美術館）
- 『女とオウム』（1866年）（メトロポリタン美術館）
- 『波』 （1870年ごろ）（国立西洋美術館）
- 『石割り人夫』（第二次大戦中ドレスデン爆撃で焼失）

### 『オルナンの埋葬』と『画家のアトリエ』

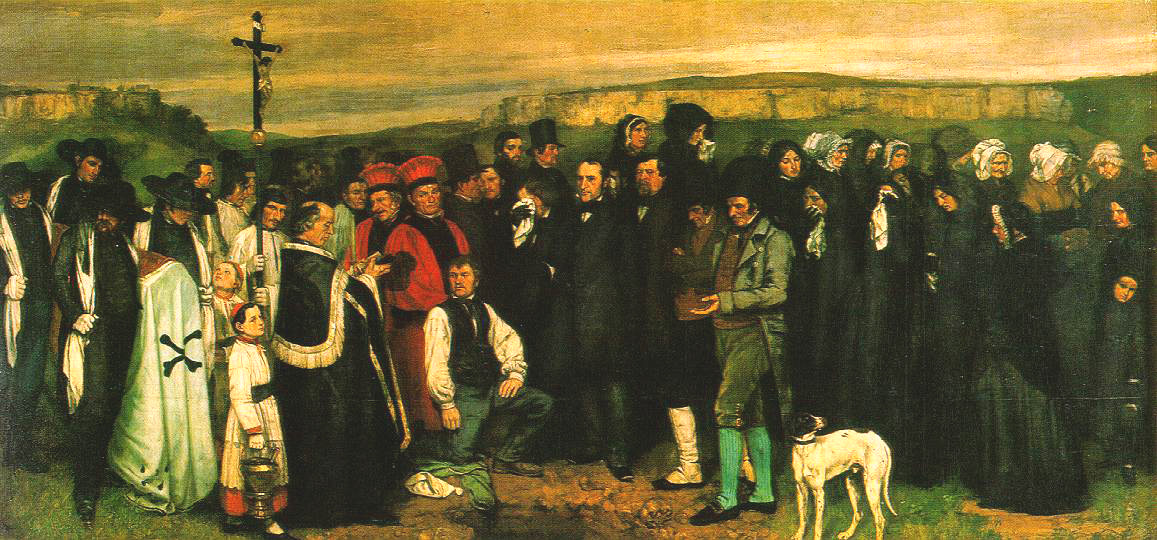
オルナンの埋葬　1849　オルセー美術館

画家のアトリエ　1854－55　オルセー美術館
_{中央で描画している人物がクールベと言われている}

今ではクールベの代表作とされている、大作『オルナンの埋葬』も、発表当時の評判はさんざんであった。この絵にクールベが付けた題名は『オルナンの埋葬に関する歴史画』というものだった。当時のフランスの人々にとって「歴史画」とは、古代の神々、殉教者、英雄、帝王などを理想化された姿で描いた格調高い絵画のことであった。これに対し、オルナンという、山奥の田舎町の葬式に集まった名もない人々という主題を、まるで歴史上の大事件のように扱い、このような巨大な画面（縦約3.1メートル、横約6.6メートル）に表して「歴史画」と称するのは当時としては常識はずれのことだった。
もう一つの代表作『画家のアトリエ』も大作である（縦約3.6メートル、横約6メートル）。この作品には「私のアトリエの内部、わが7年間の芸術的な生涯を要約する現実的寓意」という長い副題が付せられている。「寓意画」とは、たとえば「愛」「真実」「信仰」「死」のような目に見えないもの、形のないものを擬人化したり、静物画で表したりする、西洋絵画の伝統的な主題の一つであるが、クールベは、アトリエで制作する自分自身の姿と、周囲に集まる30人ほどの人々を描写したこの絵を「寓意」だと言っている。
画中に描かれた人物たちは、全員が何らかの「寓意」を表しているとされ、知人で作家のシャンフルーリ に出した手紙でこう説明されている。
クールベは、上記2作品のようなグループ肖像画のほか、森の中の動物を主題にした風景画や、官能的な裸婦像などにも傑作を遺している。

## ギャラリー
- クールベの絵画一覧

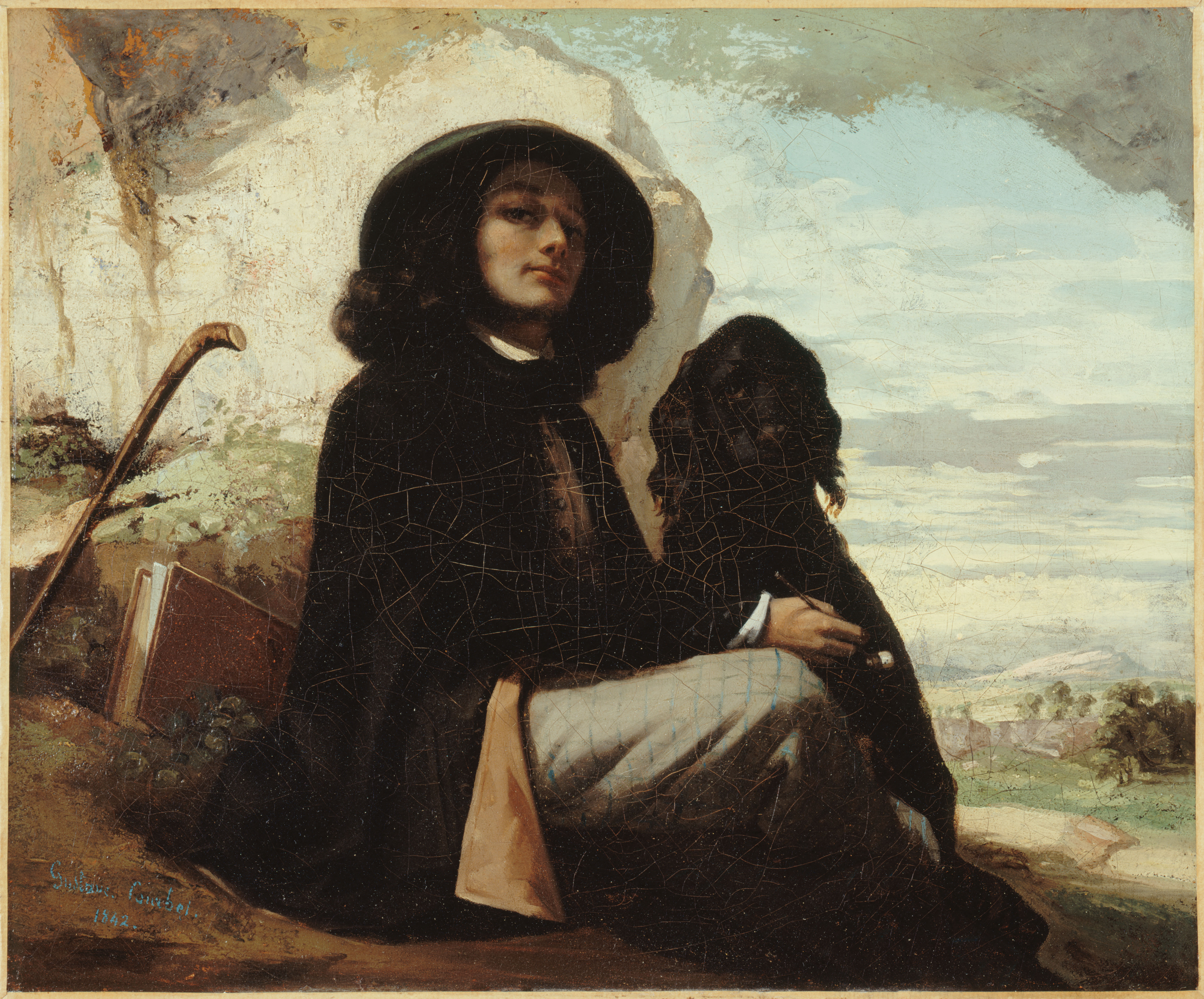
『黒い犬を連れた自画像』(1842) パリ市立プティ・パレ美術館
『絶望（自画像）』 1843-1845
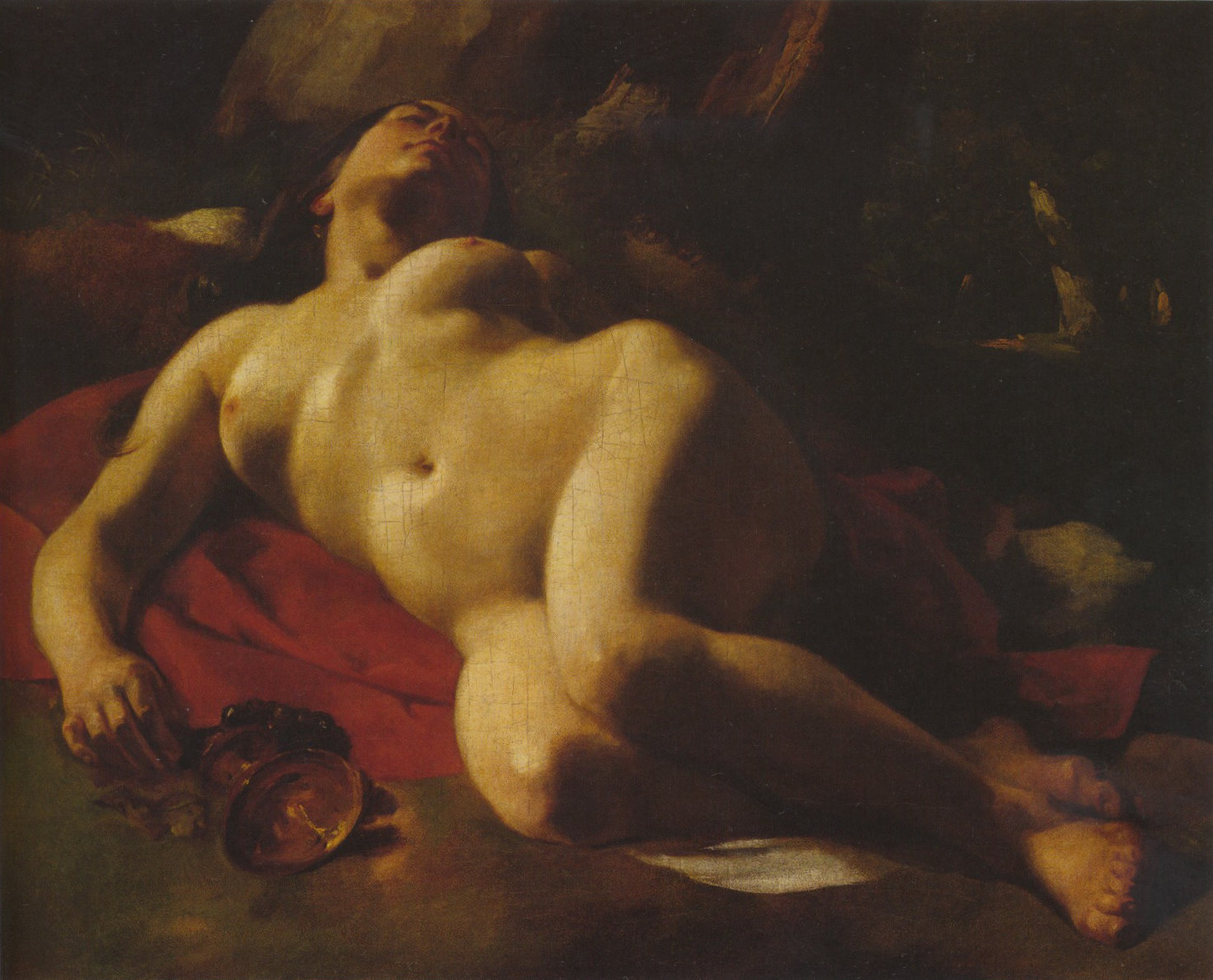
『バッコスの信女』1844-1845頃
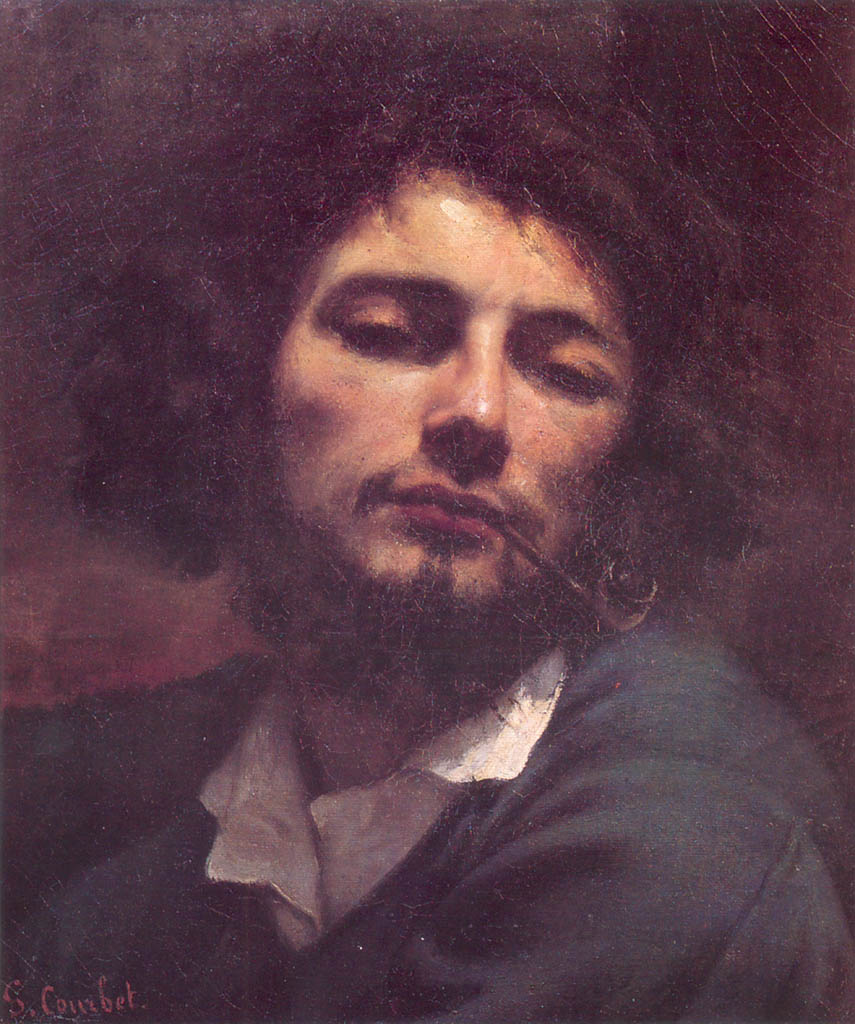
『自画像』 1848-49
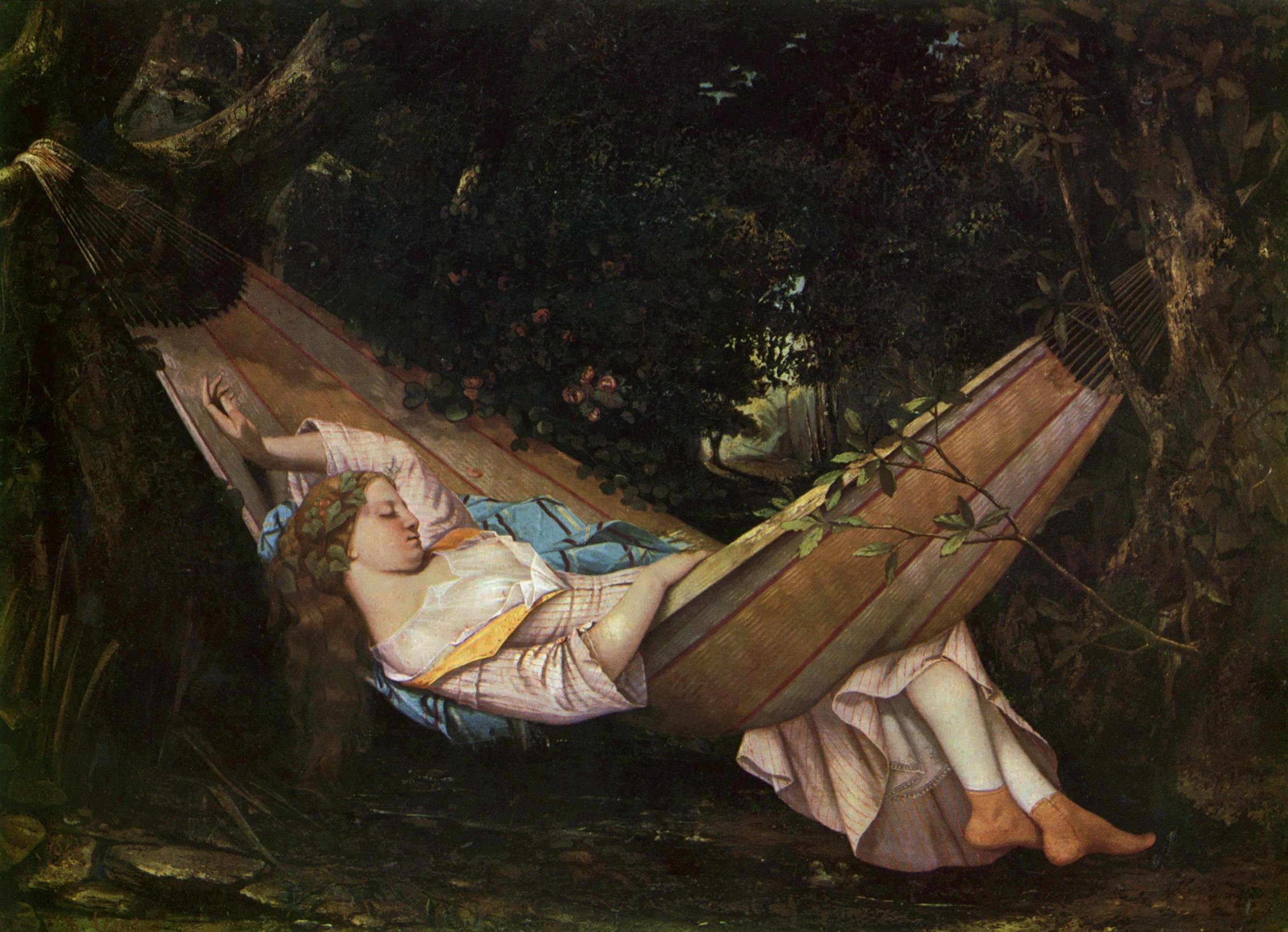
『ハンモック』 1844
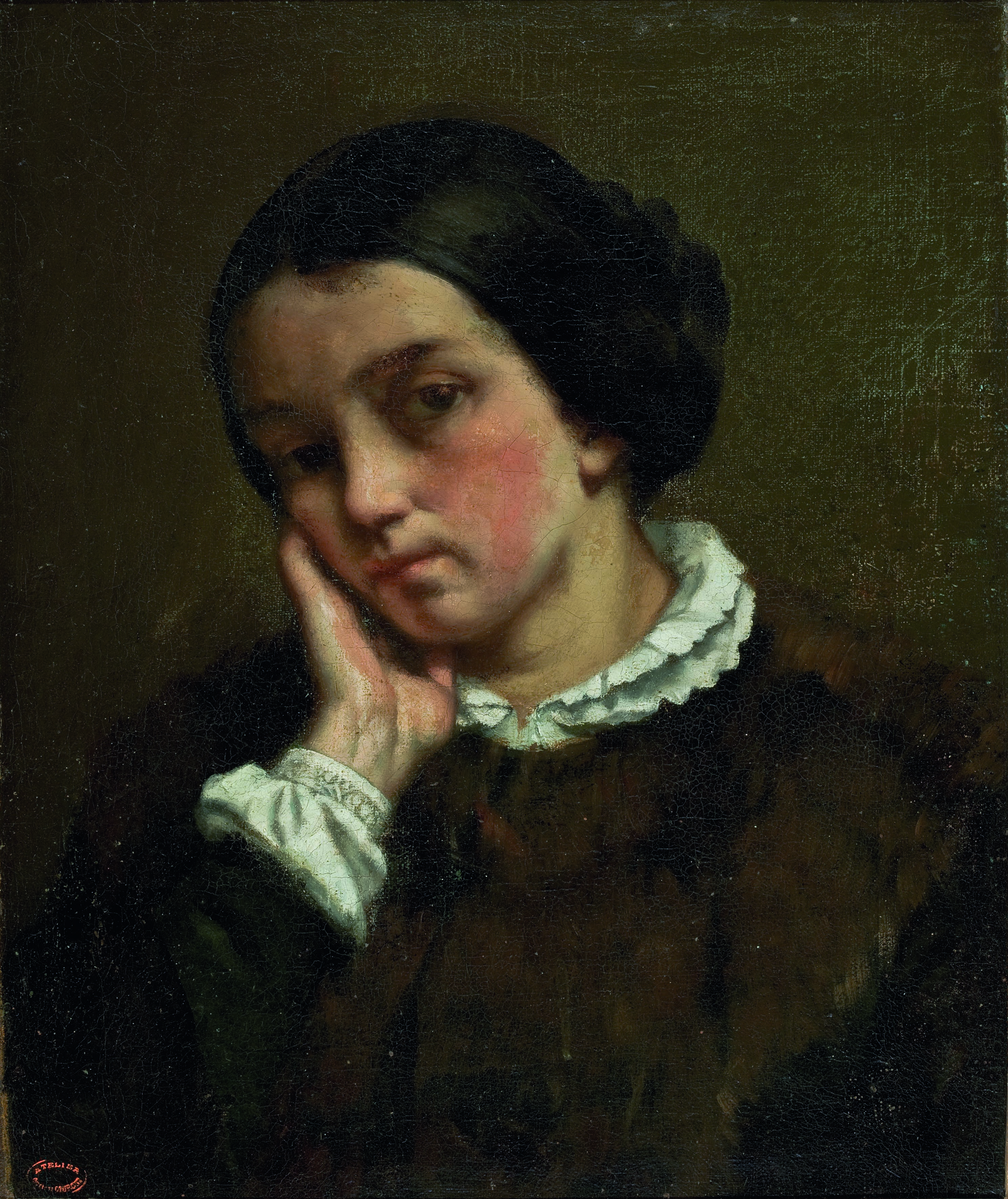
『ゼリ・クールベ』(1847) サンパウロ美術館
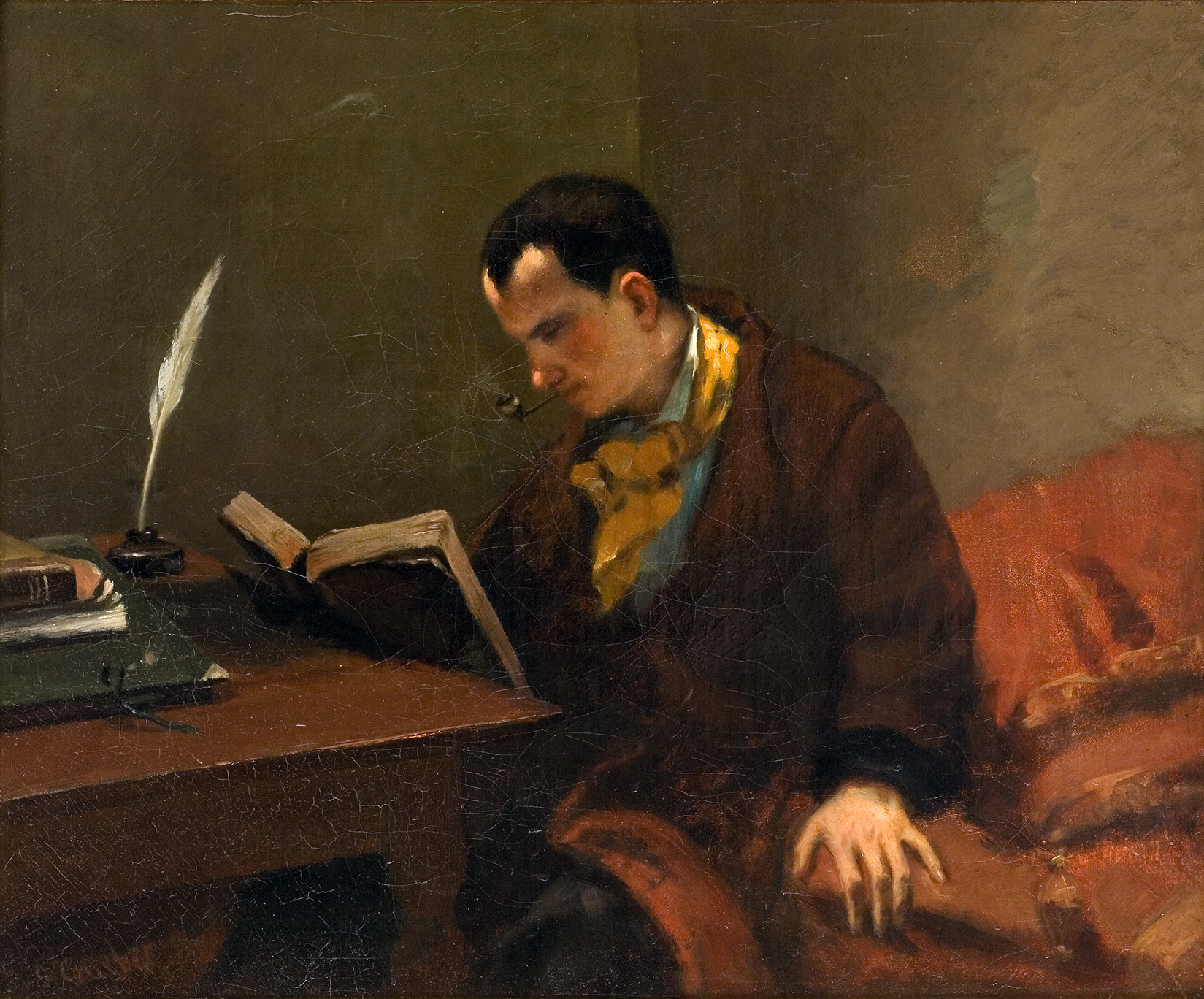
『シャルル・ボードレールの肖像』(1848-1849) ファーブル美術館
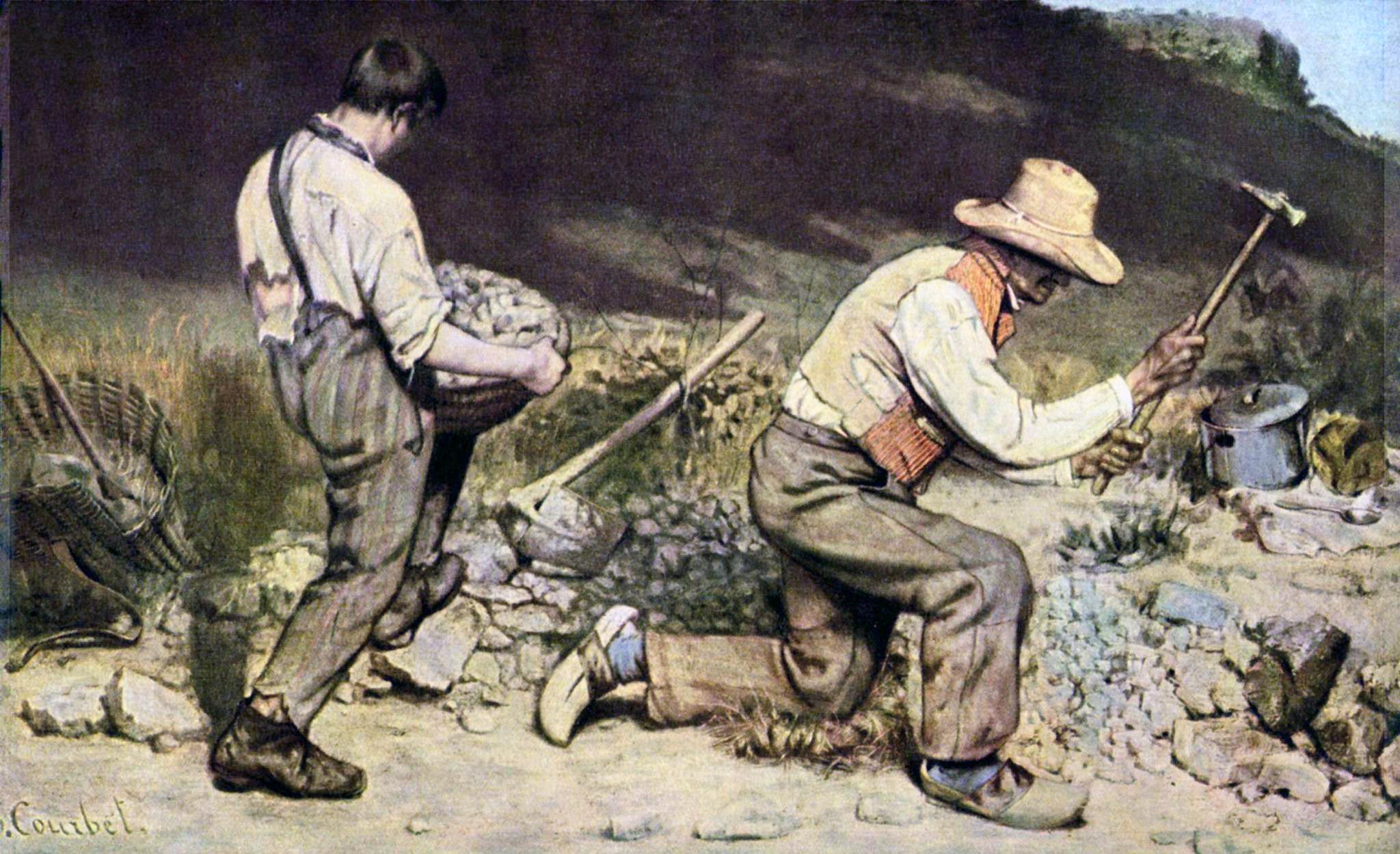
『石割人夫』(1848) ドレスデン爆撃（1945年）で焼失
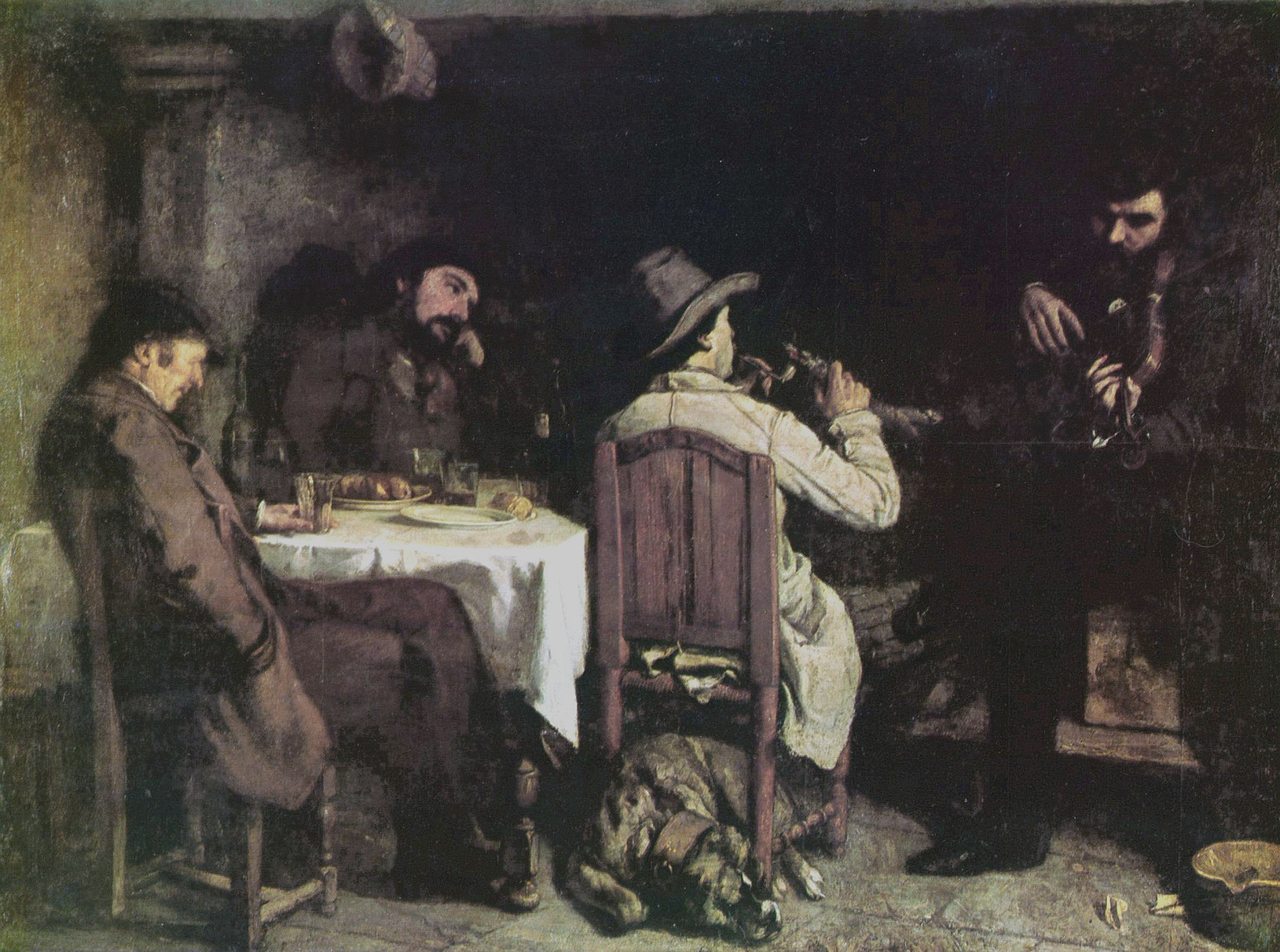
『オルナンの食休み』(1849) リール市立美術館
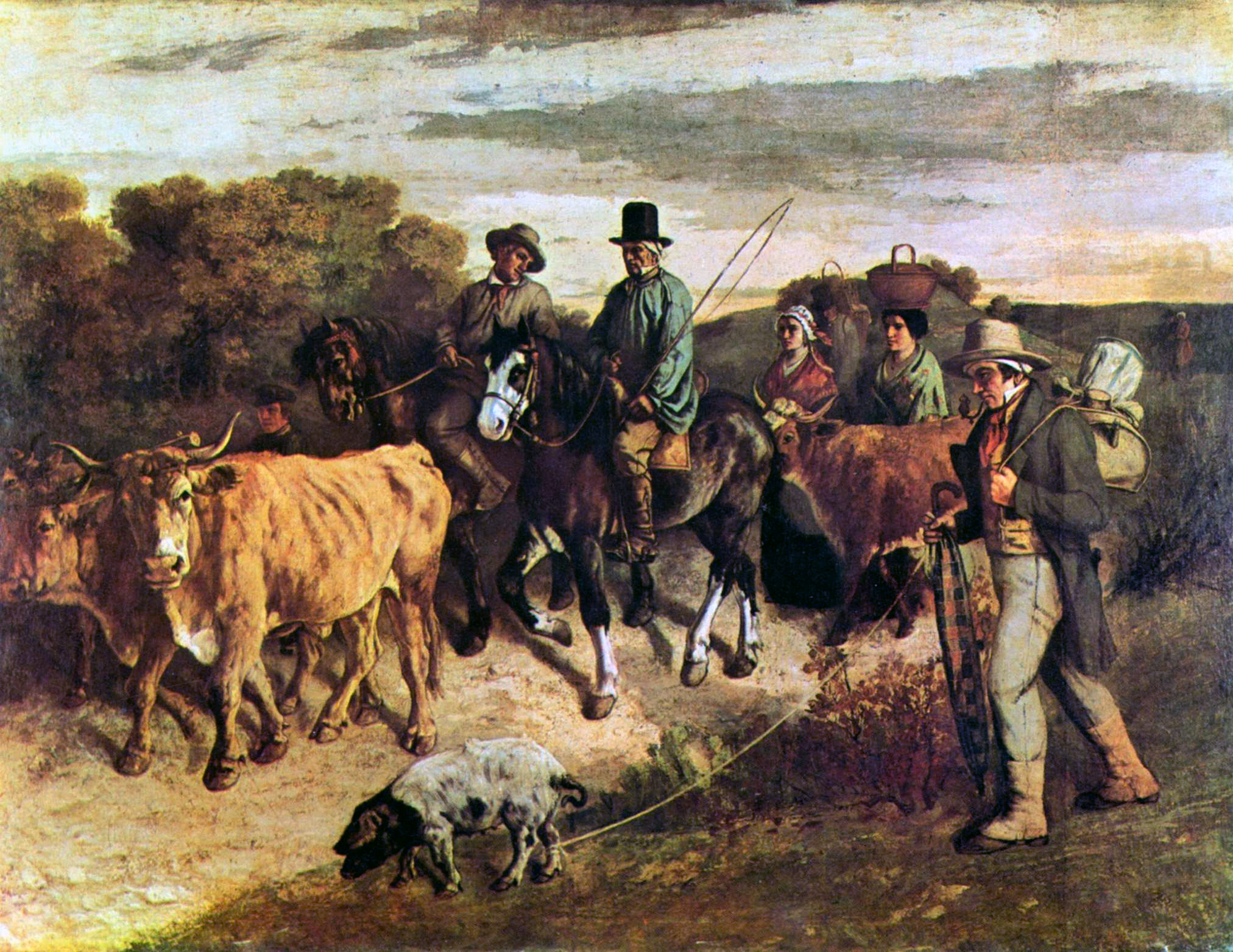
『市場から戻ったフラジェイの農民』 1850
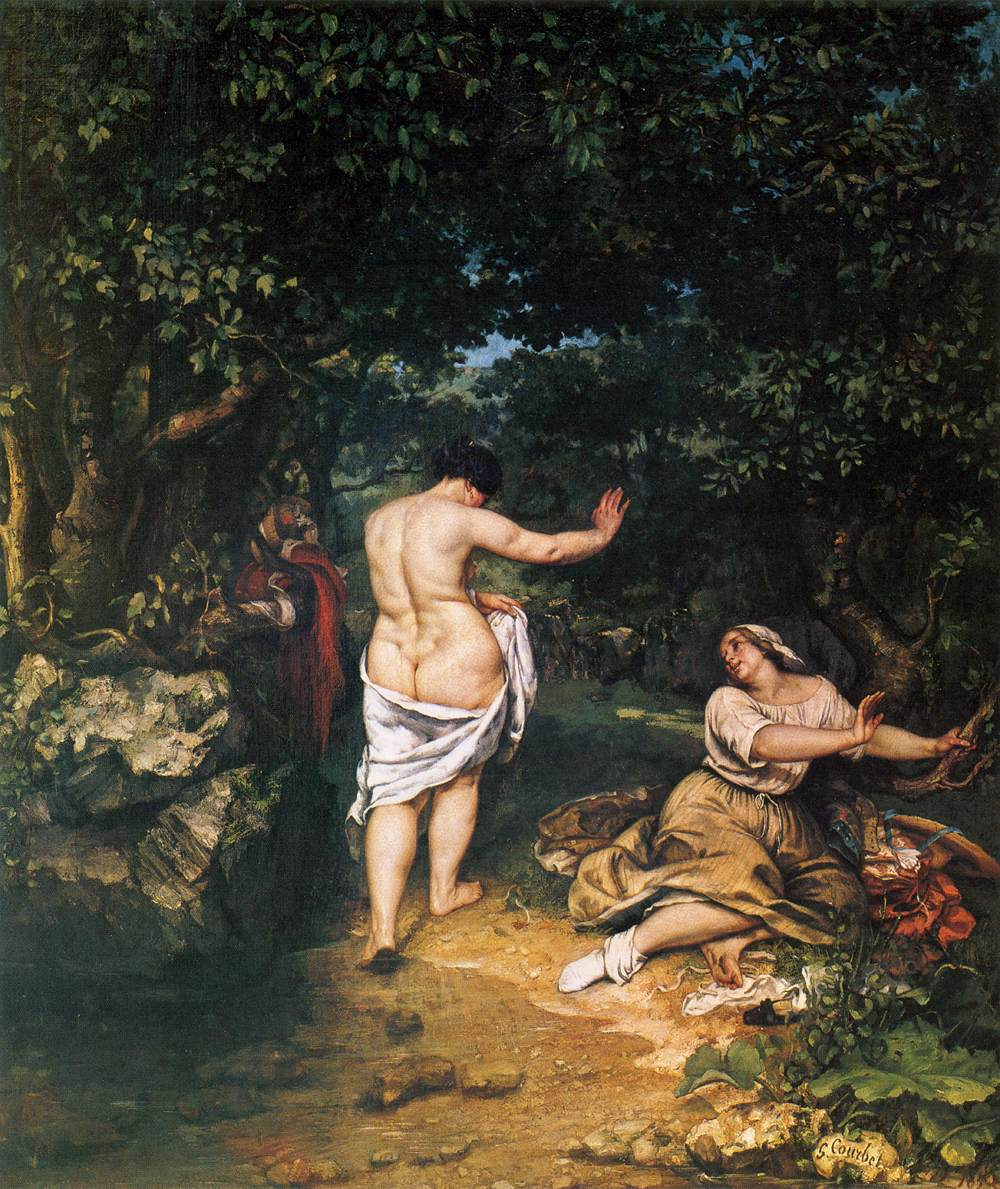
『浴女たち』1853年。油彩、キャンバス、227 × 193 cm。ファーブル美術館[8]。
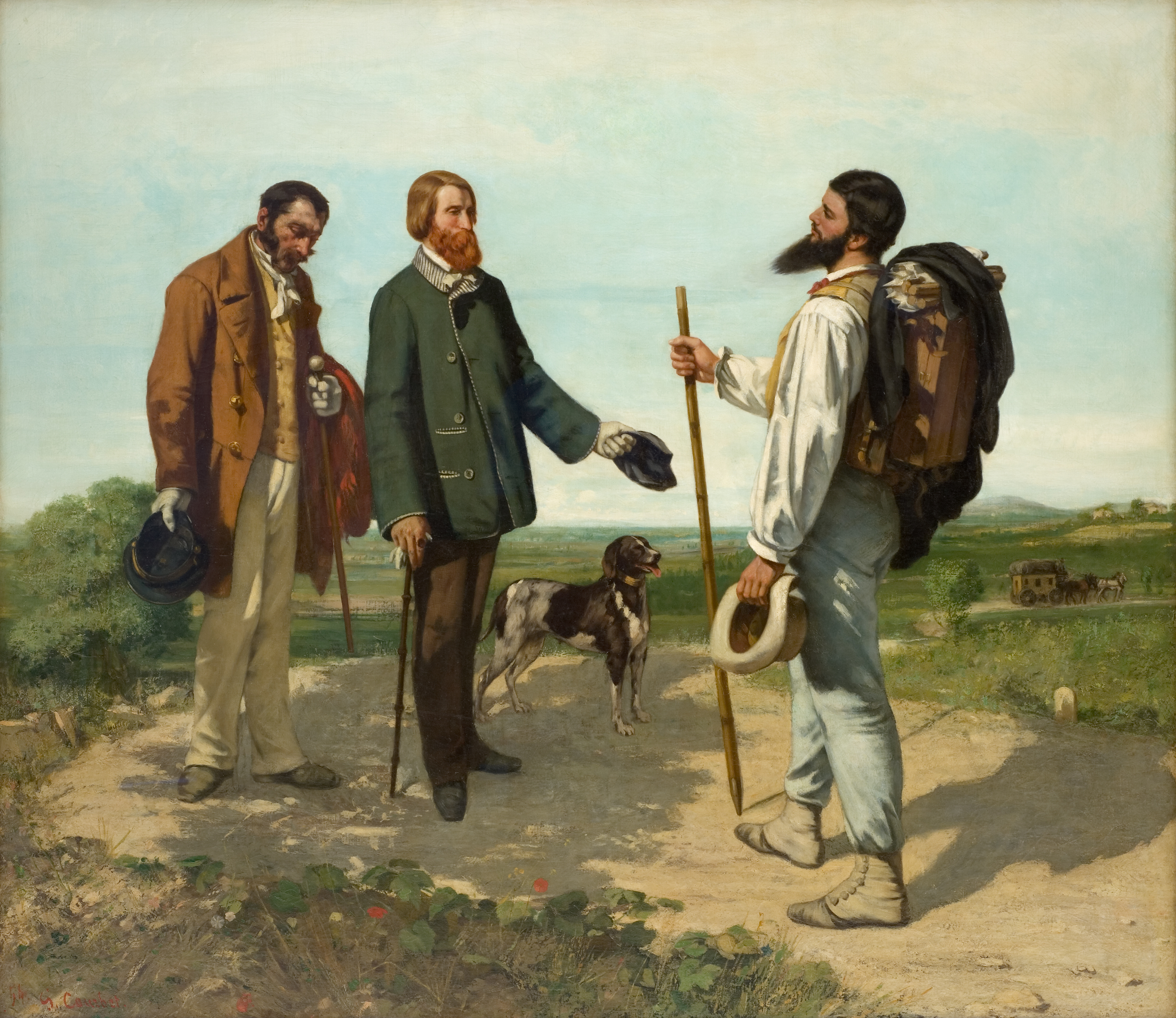
『出会い - こんにちは、クールベさん』(1854) ファーブル美術館
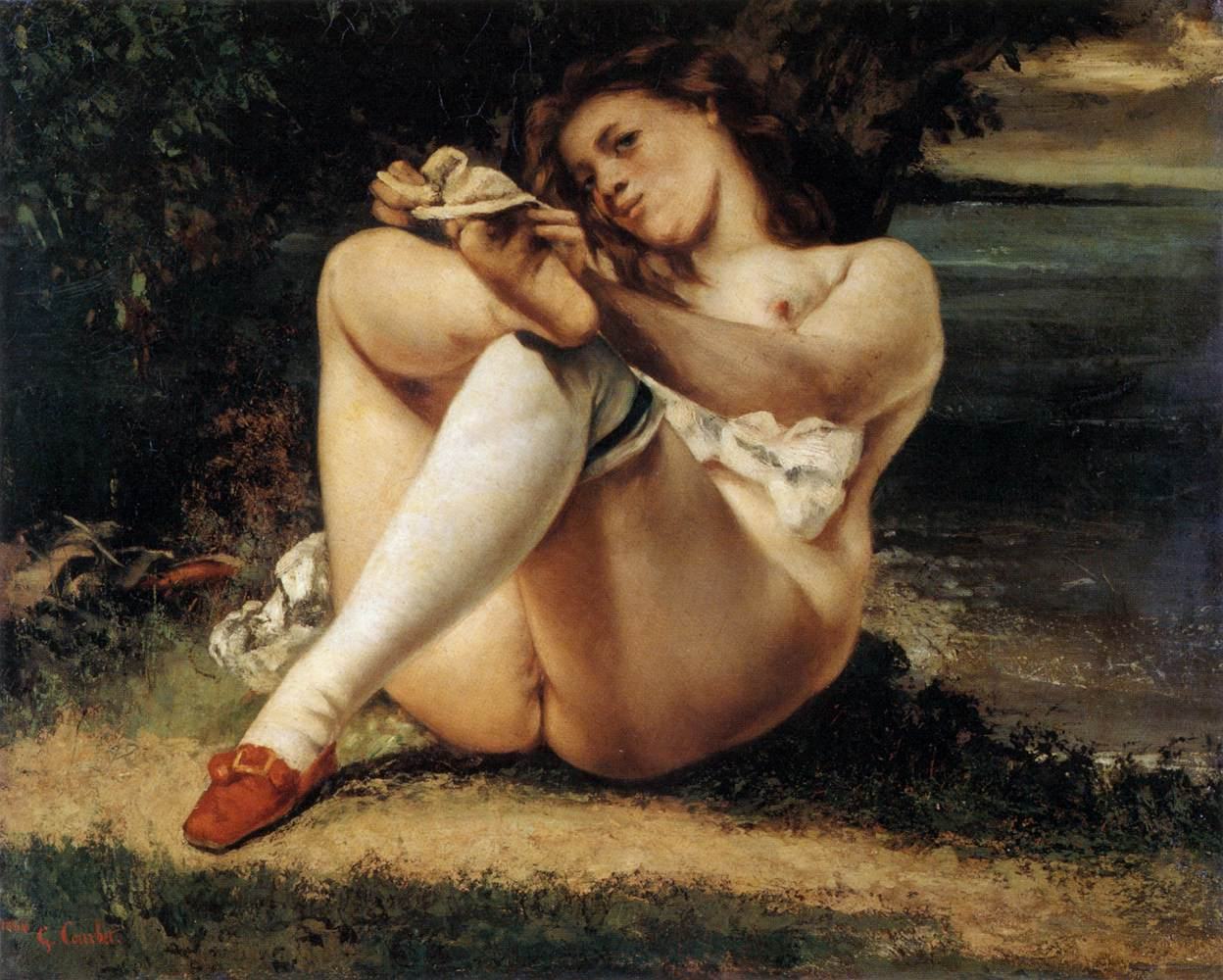
『白い靴下』(1861頃) バーンズ・コレクション
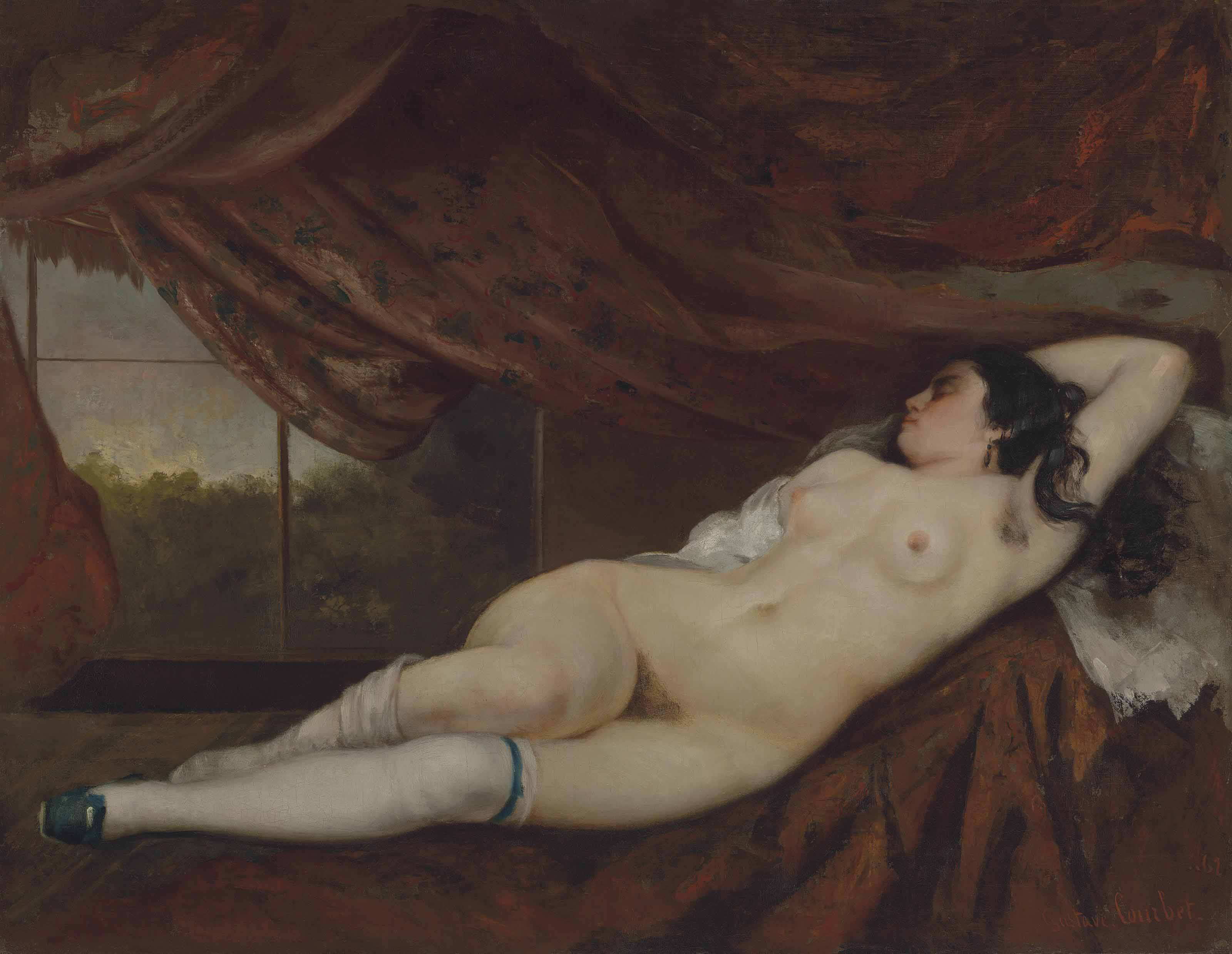
『寝床の女性』 1862
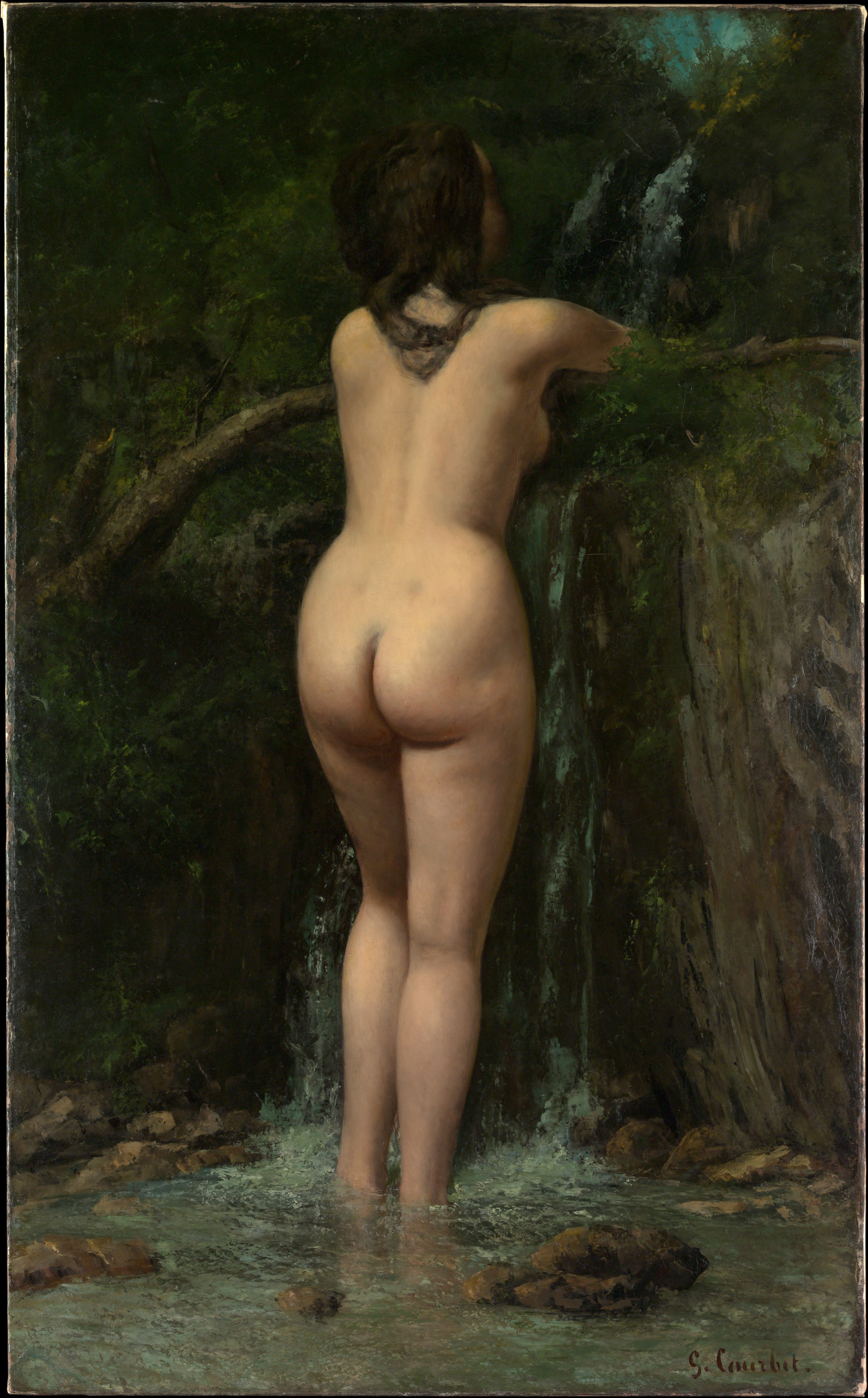
『泉』(1862) メトロポリタン美術館
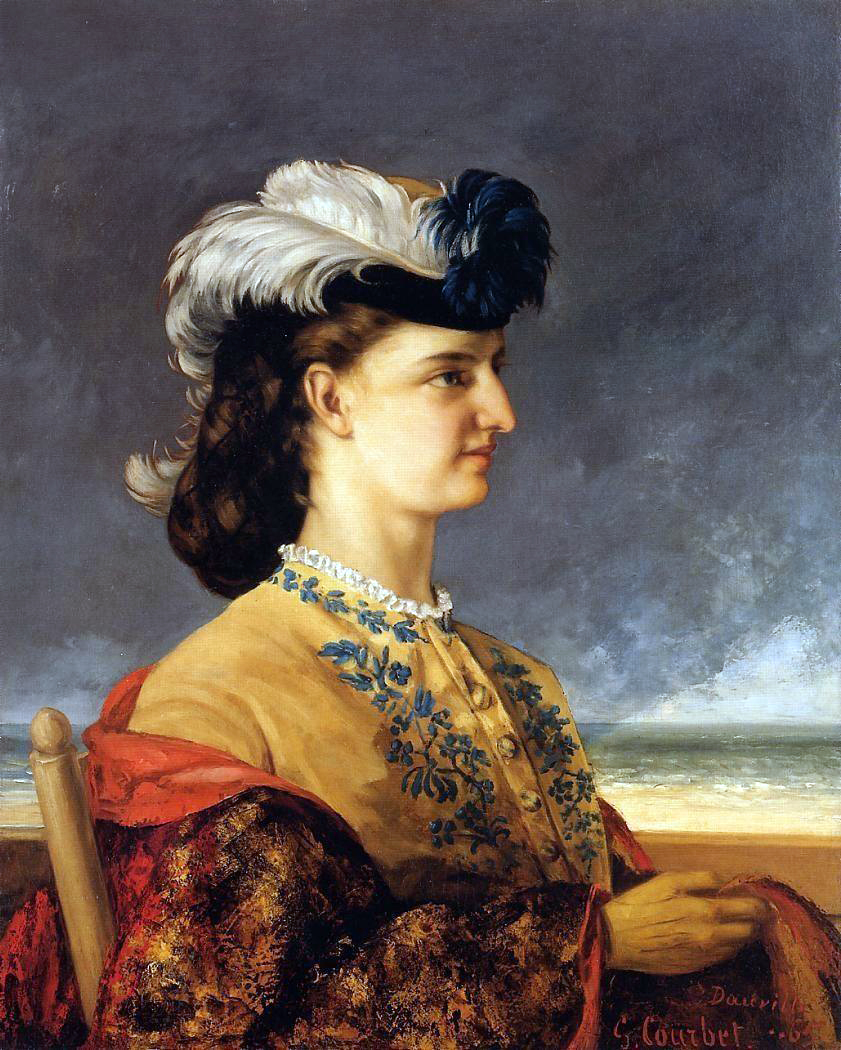
『コウンテス・カロリイの肖像』(1865) 私蔵
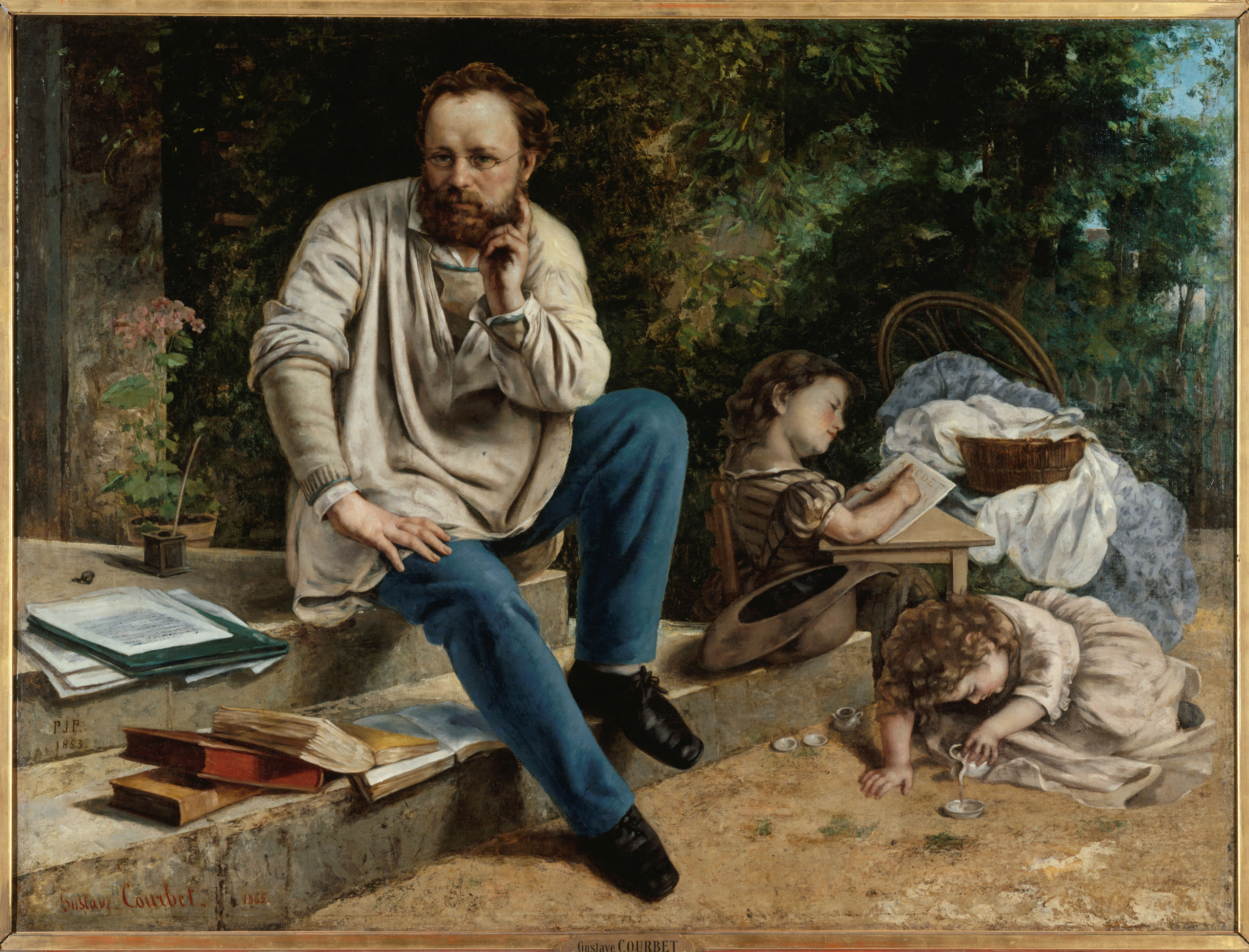
『プルードンと子供たち』(1865) パリ市立プティ・パレ美術館
『世界の起源』(1866) オルセー美術館
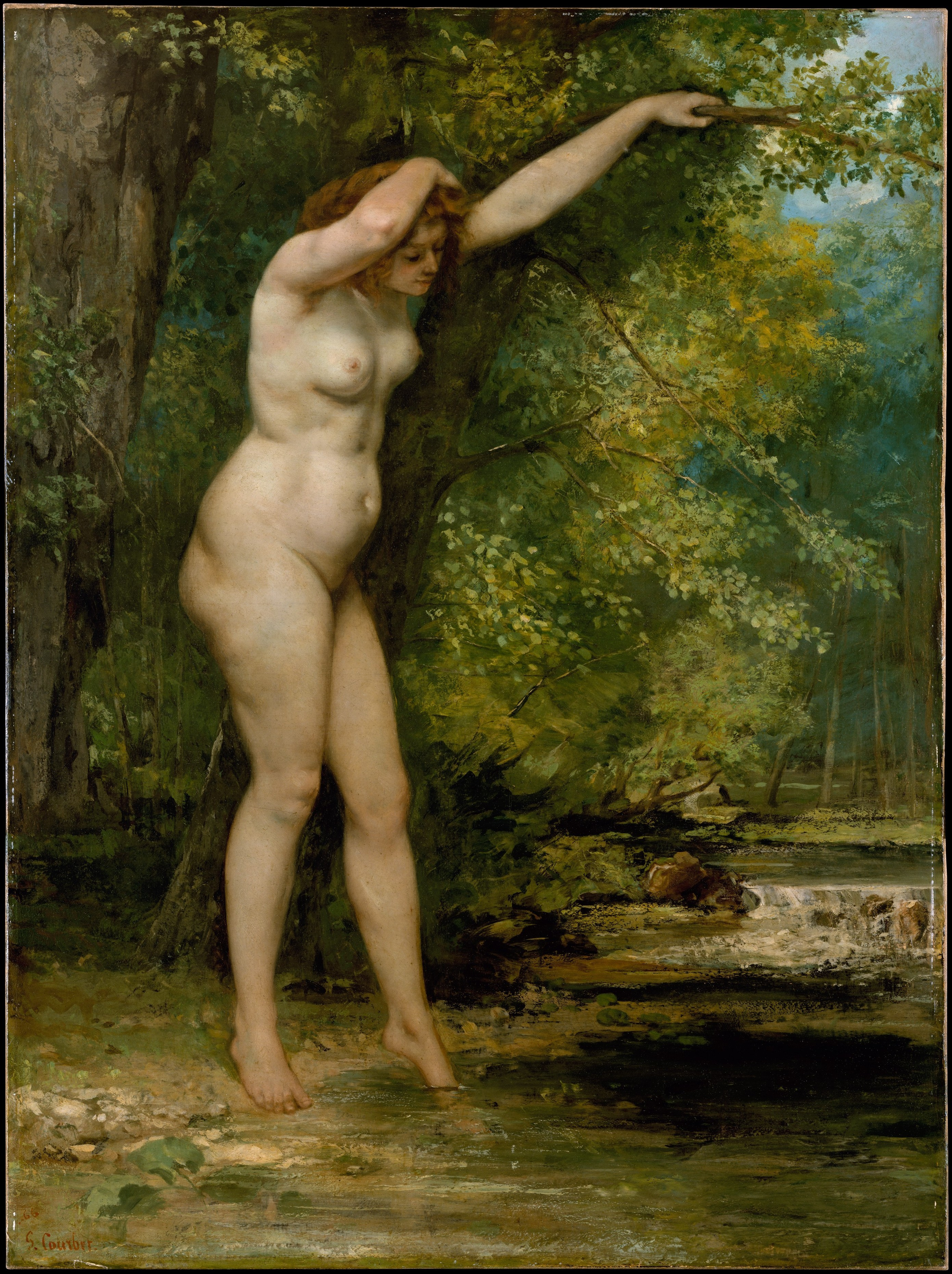
『入浴する若い娘』(1866)
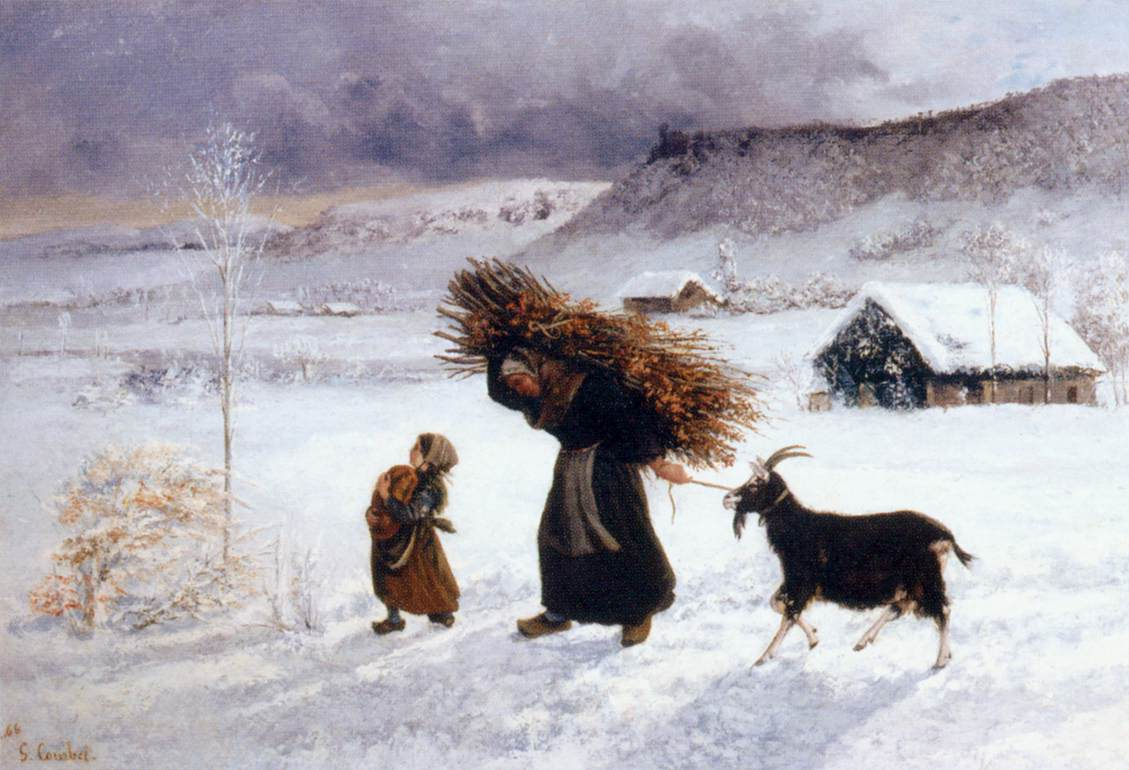
『村の貧しい女』(1866)
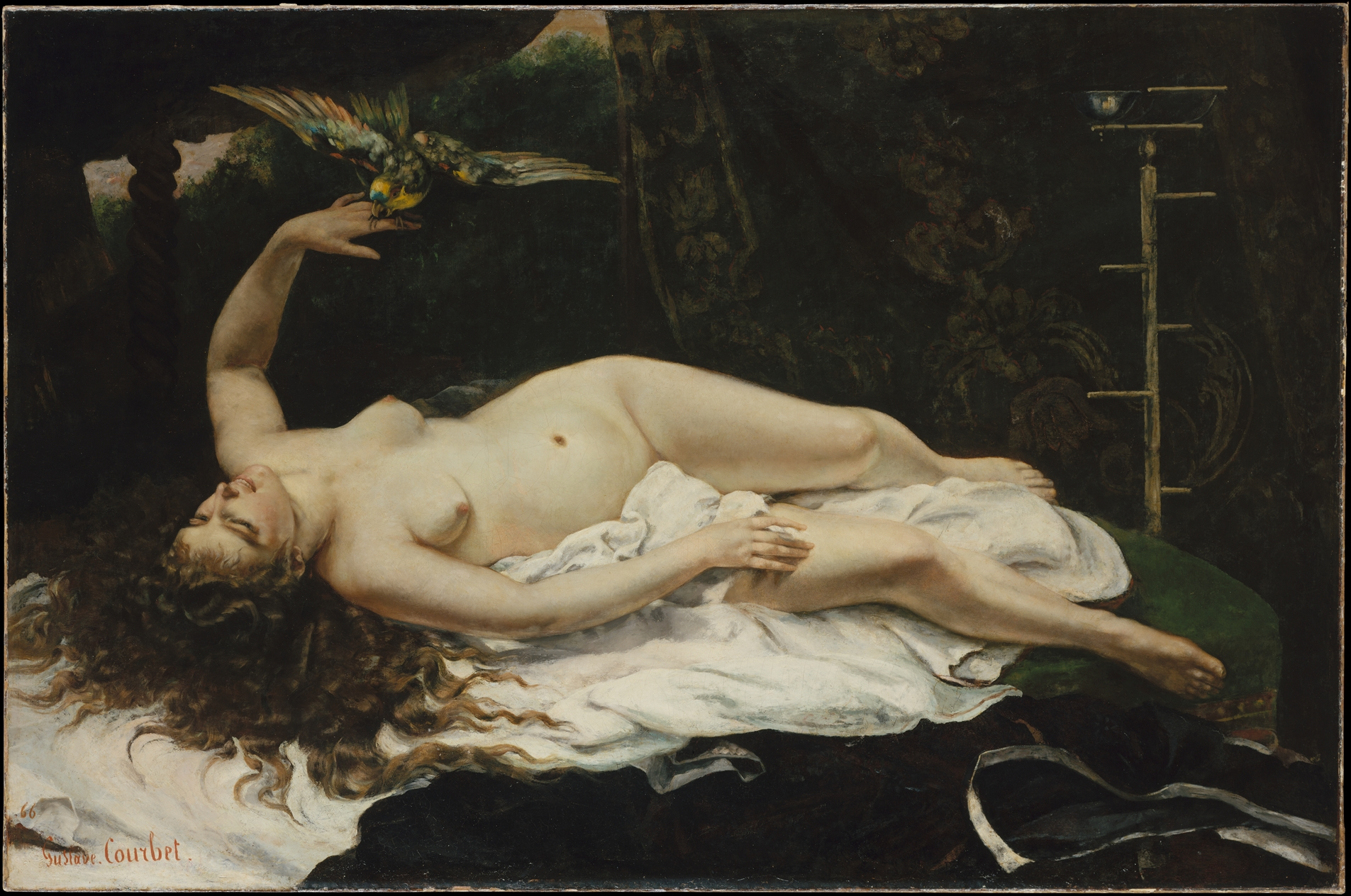
『女とオウム』（1866）メトロポリタン美術館
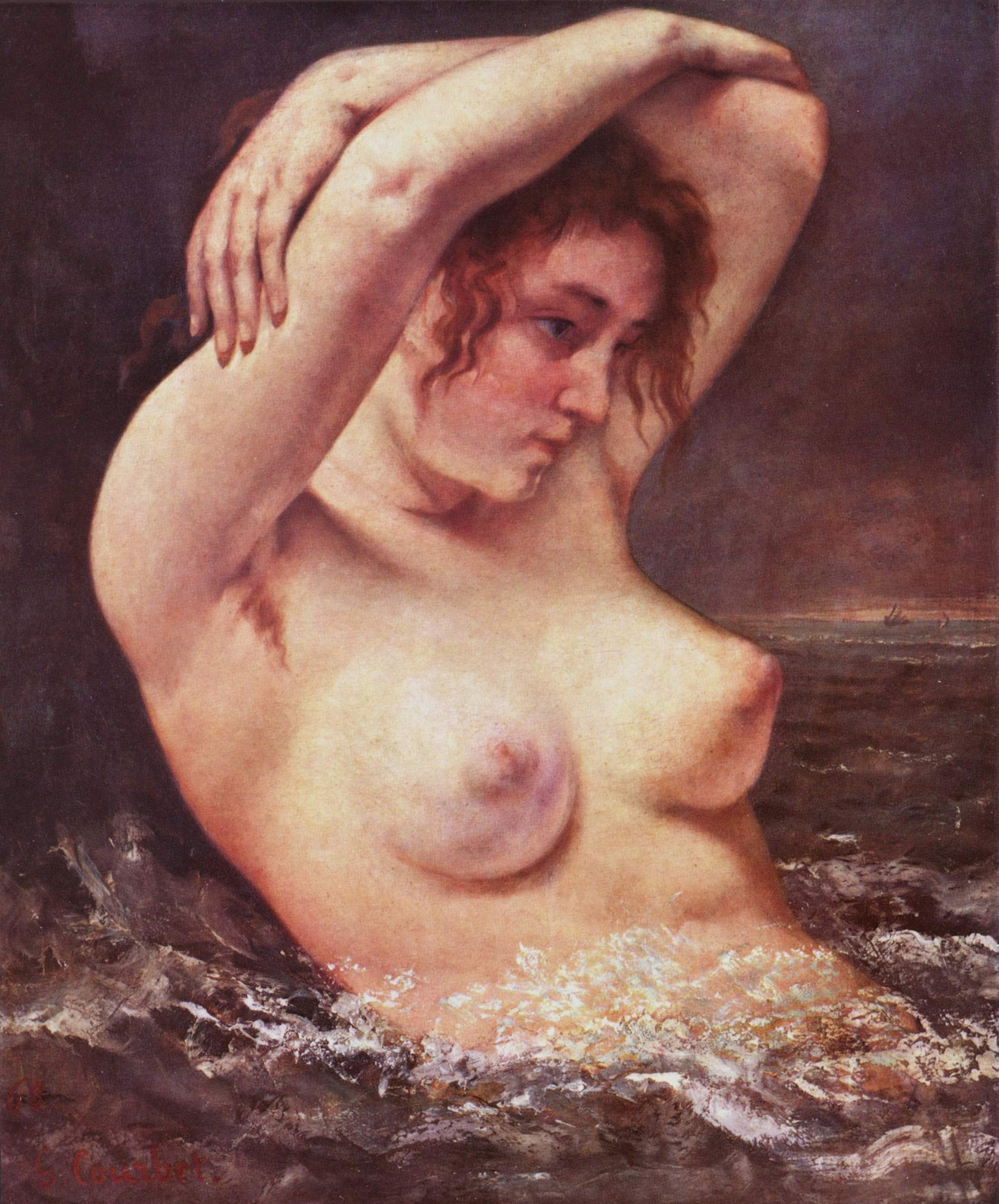
『波の中の女』(1868) メトロポリタン美術館
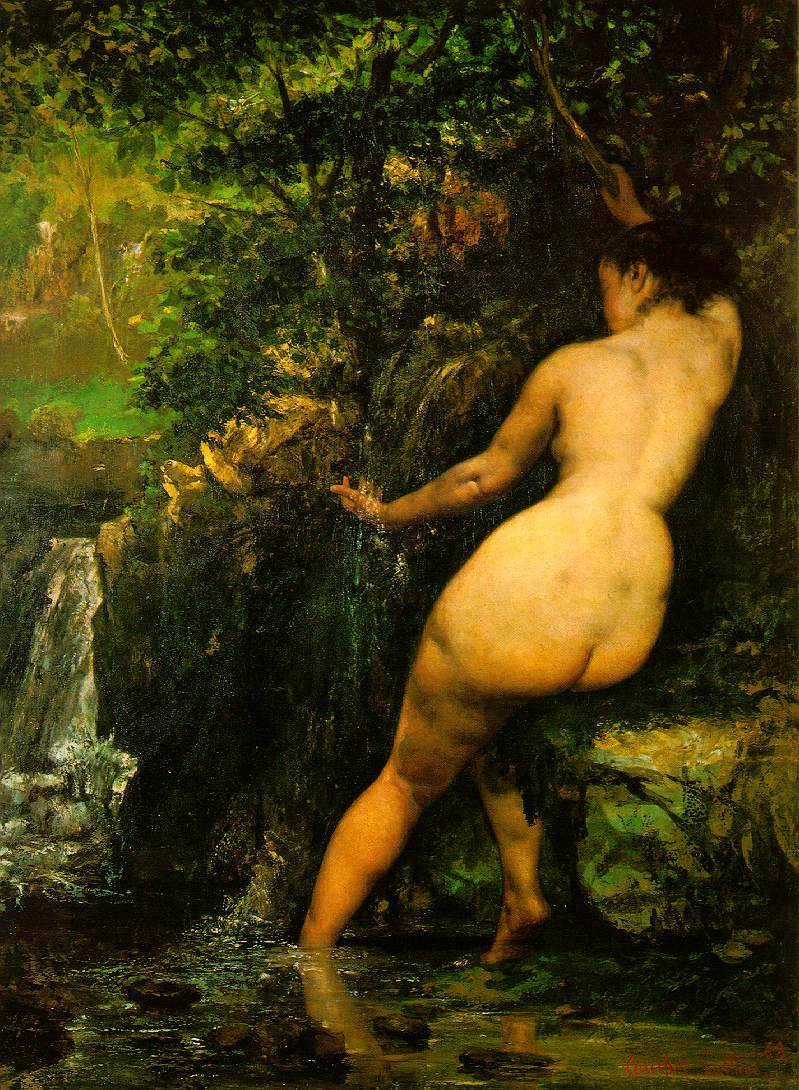
『泉』(1868) オルセー美術館
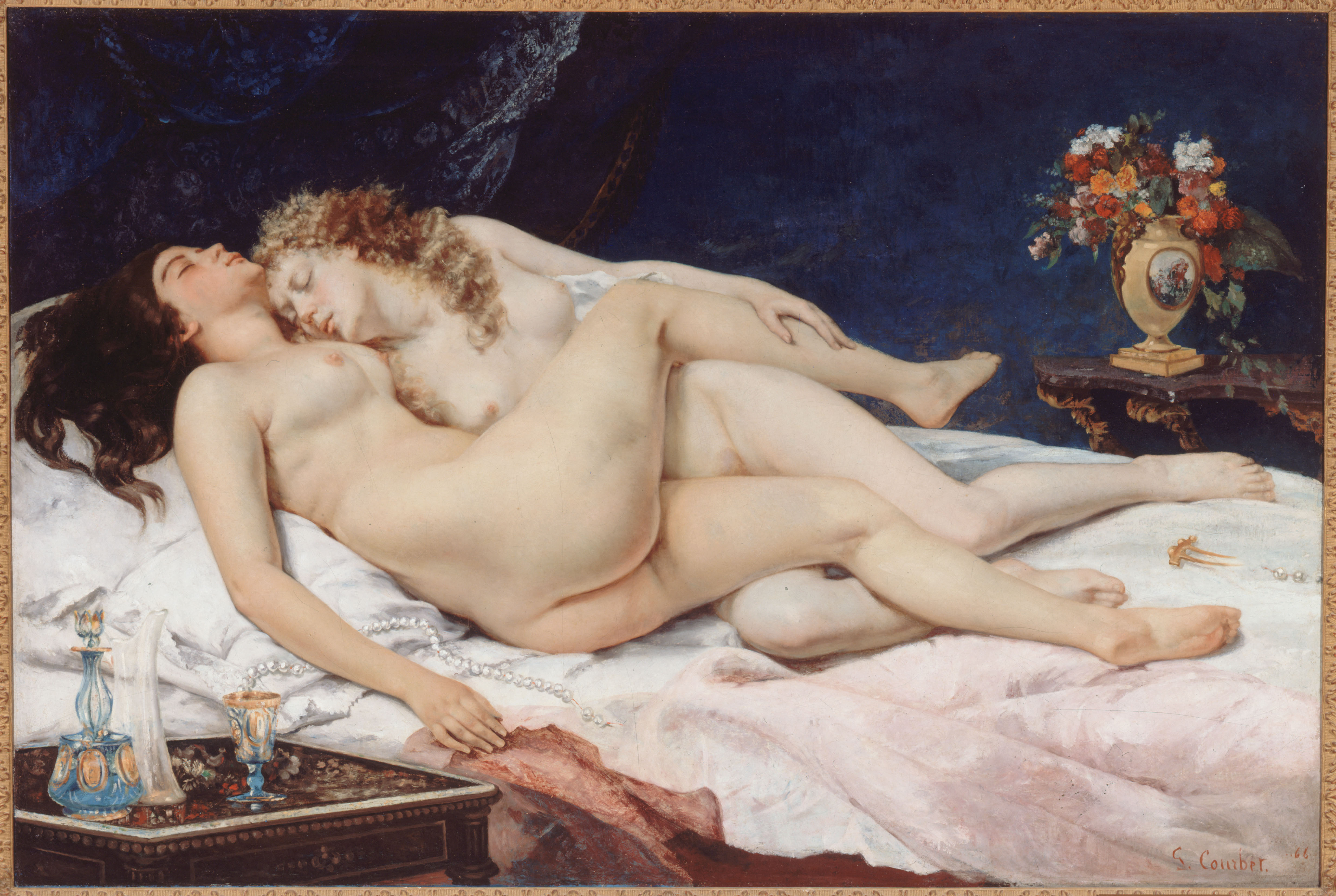
『眠り』(1866) プティ・パレ
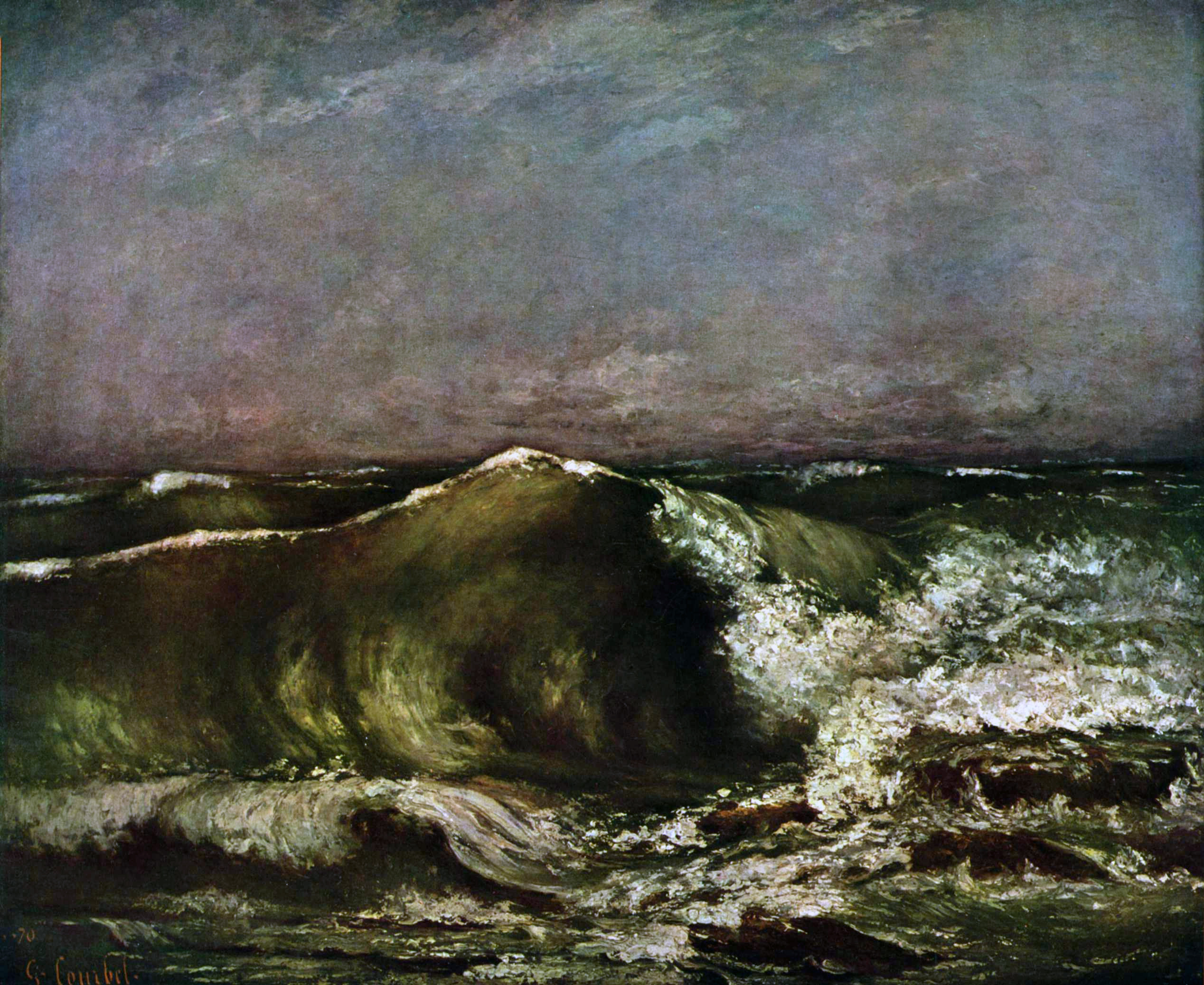
『波』(1870) オスカー・ラインハルト・コレクション
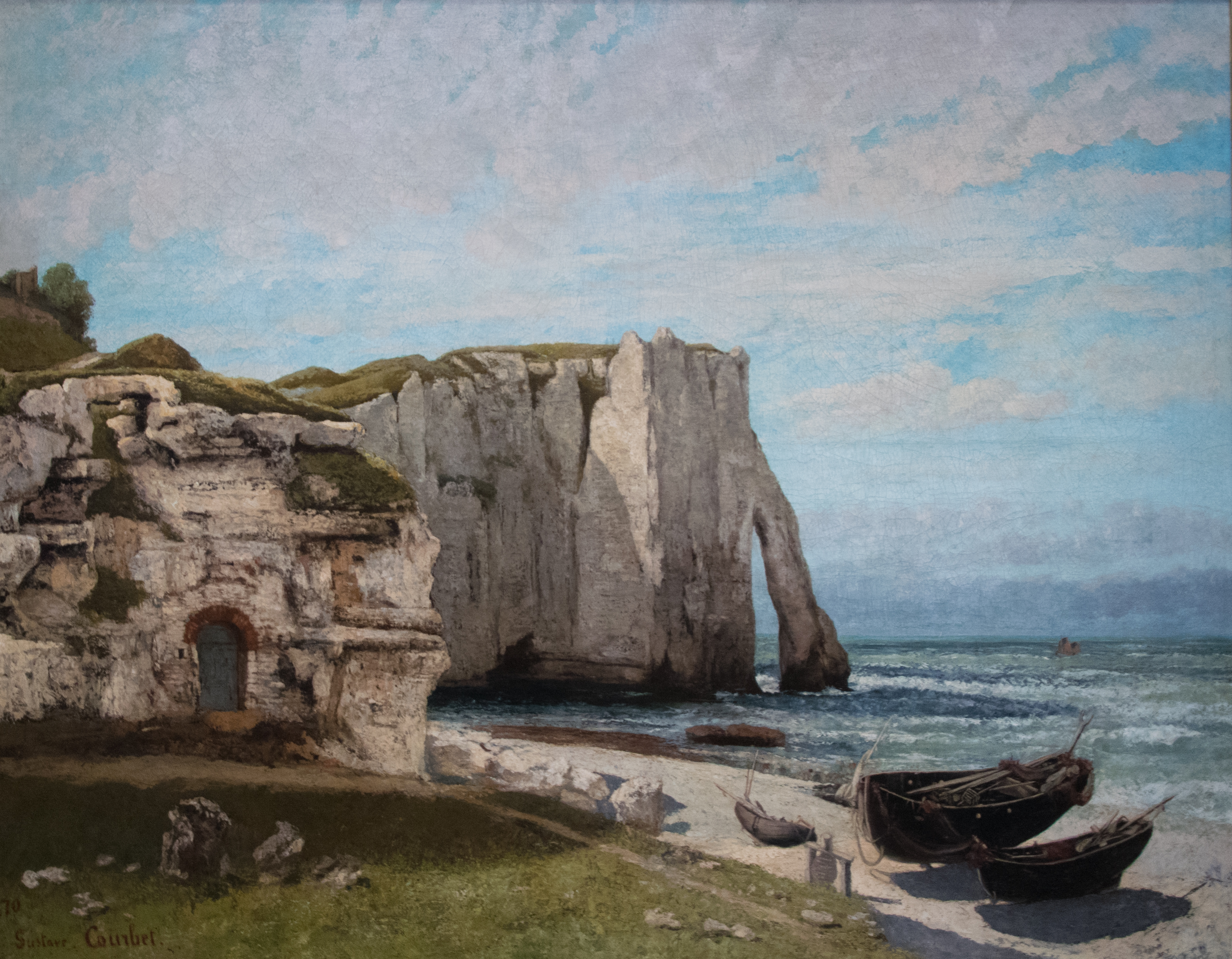
『エトルタの崖、嵐のあと』 1870
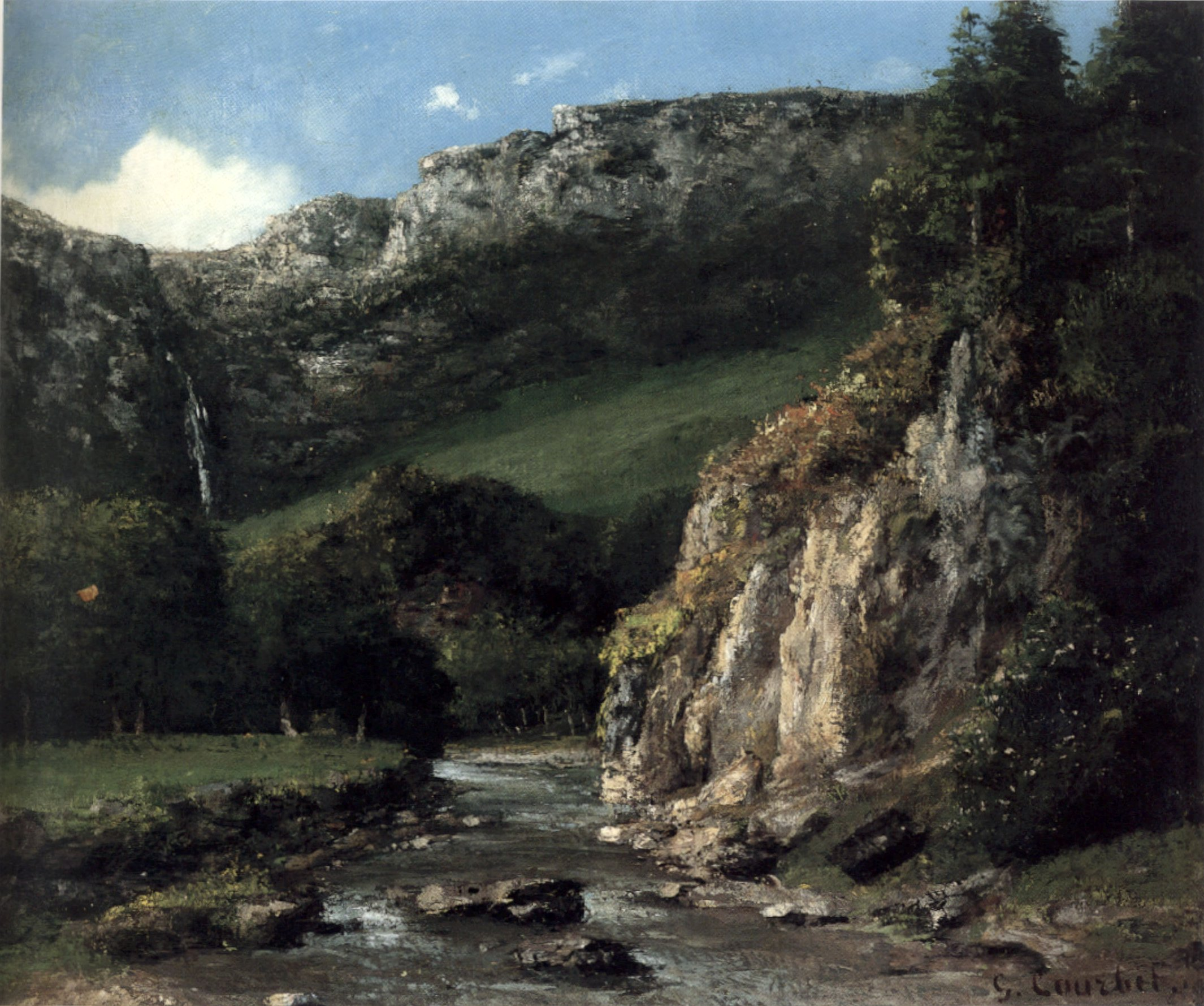
『ジュラ山脈の流れ』(1872-3) ホノルル美術館
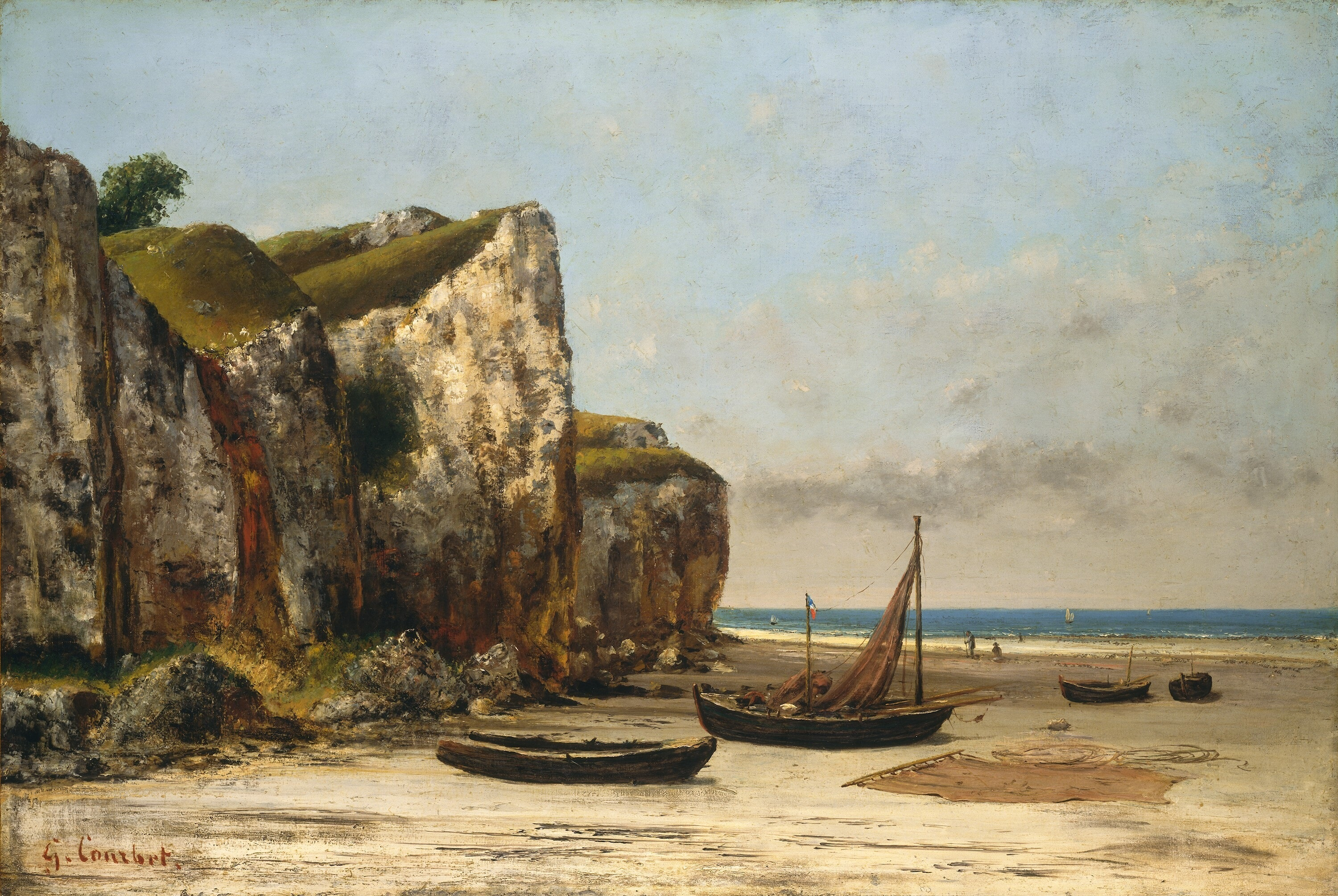
『ノルマンディーの海岸』(1872- 75) ナショナル・ギャラリー (ワシントン)